# 河野正憲
河野 正憲（かわの まさのり、1944年 - ）は、日本の法学者（民事訴訟法・倒産処理法・国際仲裁法）、弁護士。法学博士（1995年）。元東北大学教授、名古屋大学名誉教授。元司法試験考査委員。

## 人物・経歴
- 1944年 - 大分市に生まれる
- 1963年 - 大分県立大分上野丘高等学校卒業
- 1967年 - 九州大学法学部卒業
- 九州大学大学院法学研究科修士課程修了
- 九州大学大学院法学研究科博士課程中退
- 1971年 - 九州大学法学部助手
- 1973年 - 北九州大学法学部講師
- 1976年 - 北九州大学法学部助教授
- 1987年 - 北九州大学法学部教授
- 1990年 - 東北大学法学部教授
- 1993年 - 司法試験（二次試験）考査委員（1999年を除く2001年まで）
- 1995年 - 法学博士
- 1999年 - 名古屋大学大学院法学研究科教授
- 2002年 - 名古屋大学大学院法学研究科長・法学部長（2004年まで）
- 2008年 - 名古屋大学特任教授（2010年まで）、名古屋大学名誉教授
- 2008年 - 福岡大学法科大学院教授
- 2008年 - 日本学術会議会員（2014年まで）
- 2015年 - 弁護士登録（福岡県弁護士会）
- 2015年 - 司法試験考査委員・司法試験予備試験考査委員

## 著書
- 『当事者行為の法的構造』（単著、弘文堂、1988年）
- 『民事訴訟法（現代青林講義）』（共著編、青林書院、1999年）
- 『倒産法大系』（共著編、弘文堂、2001年）
- 『弁論と証拠調べの理論と実践』（共著編、法律文化社、2002年）
- 『民事紛争と手続理論の現在』（共著編、法律文化社、2008年）
- 『民事訴訟法』（単著、有斐閣、2009年）
- 『プリメール民事訴訟法』（共著、法律文化社、2010年）

## 栄典
- 2023年4月 - 瑞宝中綬章受章[3][4]